# Kachin
Kachin is een staat van Myanmar. De hoofdstad is Myitkyina.
Kachin telt naar schatting 1.480.000 inwoners op een oppervlakte van 89.041 km².
Op een deel van het gebied werd aanspraak gemaakt door de Republiek China.
Dit in tegenstelling tot de Volksrepubliek China die alleen het noordelijke deel als Chinees grondgebied ziet. Dat werd nog bevestigd in de jaren 60 toen de Chinese communisten het noordelijke deel innamen. Een groot deel van de jade uit de regio wordt verkocht op de Chinese markt. Deze jade wordt als kostbaarder gezien dan het nefriet uit de rest van China.

## Bevolking
De bevolking, goeddeels katholieke en protestante christenen, worden door de boeddhistische Birmezen gemarginaliseerd en bij vlagen vervolgd. Zoals in andere buitengewesten is ook hier een afscheidingsbeweging actief, waardoor het ultranationalistische leger zich regelmatig te buiten gaat aan geweld in Kachin.

### Religie
De grootste religie in Kachin is het boeddhisme, maar er is ook een grote christelijke minderheid.
| Religieuze samenstelling (2014) | Religieuze samenstelling (2014) | Religieuze samenstelling (2014) | Religieuze samenstelling (2014) | Religieuze samenstelling (2014) |
| ------------------------------- | ------------------------------- | ------------------------------- | ------------------------------- | ------------------------------- |
|                                 |                                 |                                 |                                 |                                 |
| Boeddhisme                      | Boeddhisme                      |                                 | 62,2%                           | 62,2%                           |
| Christendom                     | Christendom                     |                                 | 32,9%                           | 32,9%                           |
| Islam                           | Islam                           |                                 | 1,6%                            | 1,6%                            |
| Animisme                        | Animisme                        |                                 | 0,2%                            | 0,2%                            |
| Hindoeïsme                      | Hindoeïsme                      |                                 | 0,3%                            | 0,3%                            |
| Geen/Overig                     | Geen/Overig                     |                                 | 0,0%                            | 0,0%                            |